# 沈夢斗
沈夢斗（1547年—？），字應宿，號星吴，浙江嘉興府嘉善縣人，民籍，明朝政治人物。

## 生平
萬曆四年（1576年）丙子科浙江鄉試第六十名。萬曆五年（1577年）丁丑科三甲第一百五十名進士。初授盱眙知县，丁憂归乡。歷官直隸常熟縣知縣、信阳州、无为州二知州，卒于官，同寮歸其丧。

## 家族
曾祖父沈旵；祖父沈翰；父親沈存德。母吳氏。具慶下。